# کاموالی
کاموالی (انگلیسی: Kaumualiʻi; ح. 1778 – ۲۶ مهٔ ۱۸۲۴ (aged 46)) اهل پادشاهی جزایر هاوایی بود. (حدود ۱۷۷۸ – ۲۶ مه ۱۸۲۴) آخرین aliʻi nui (حاکم عالی جزیره) کوآئی و نیهاو قبل از تبدیل شدن به تابع نیهاو کامهامها اول در داخل پادشاهی جزایر هاوایی در سال ۱۸۱۰ مستقل بود.
او بیست و سومین رئیس عالی کائوایی و از سال ۱۷۹۴ تا ۱۸۱۰ سلطنت کرد.
اگرچه گاهی او را با نام «جورج کاموالی» می‌شناختند، اما نباید او را با پسرش که بیشتر با این نام می‌شناسند اشتباه گرفت.